# 金剛寺 (南足柄市)

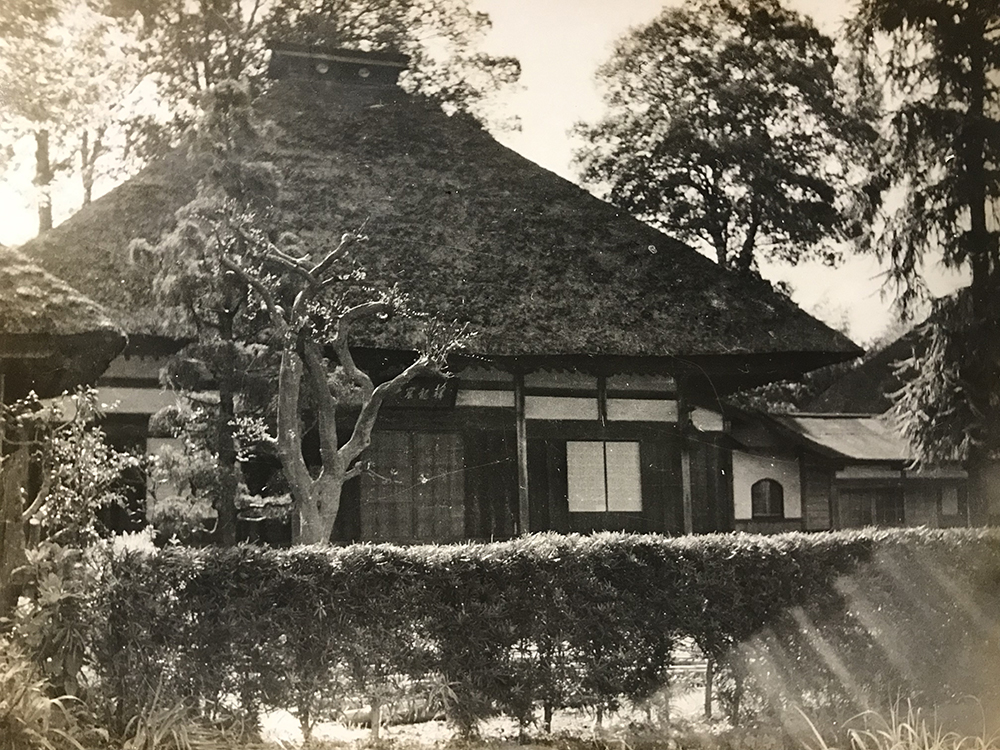
昭和初期の本堂

金剛禅寺（こんごうぜんじ、英：Kongoji Zen Temple）は、神奈川県南足柄市にある臨済宗円覚寺派の禅寺。
開創当初は黄龍山金剛寺（こうりゅうざん こんごうじ）と号する。1445年に山号を祥龍山（しょうりゅうざん）に変更して現在に至る。

## 歴史
寺の記録では1394年記録とされ、市史には1409年開創との記載。本尊は延命地蔵菩薩。
小田原城主大森氏頼が金剛寺に寄付し、本堂を整備する。

## 仏像
※出典

### 地蔵三尊像（延命地蔵菩薩、掌悪童子、掌善童子）
本尊である延命地蔵菩薩の造立年代は不詳だが、脇侍である掌悪童子、掌善童子の台座裏には「大心和尚（1763示寂）」、「雷宗（1769示寂）」の人名があるため、この頃の作と考えられる。

### 秋葉山大権現像

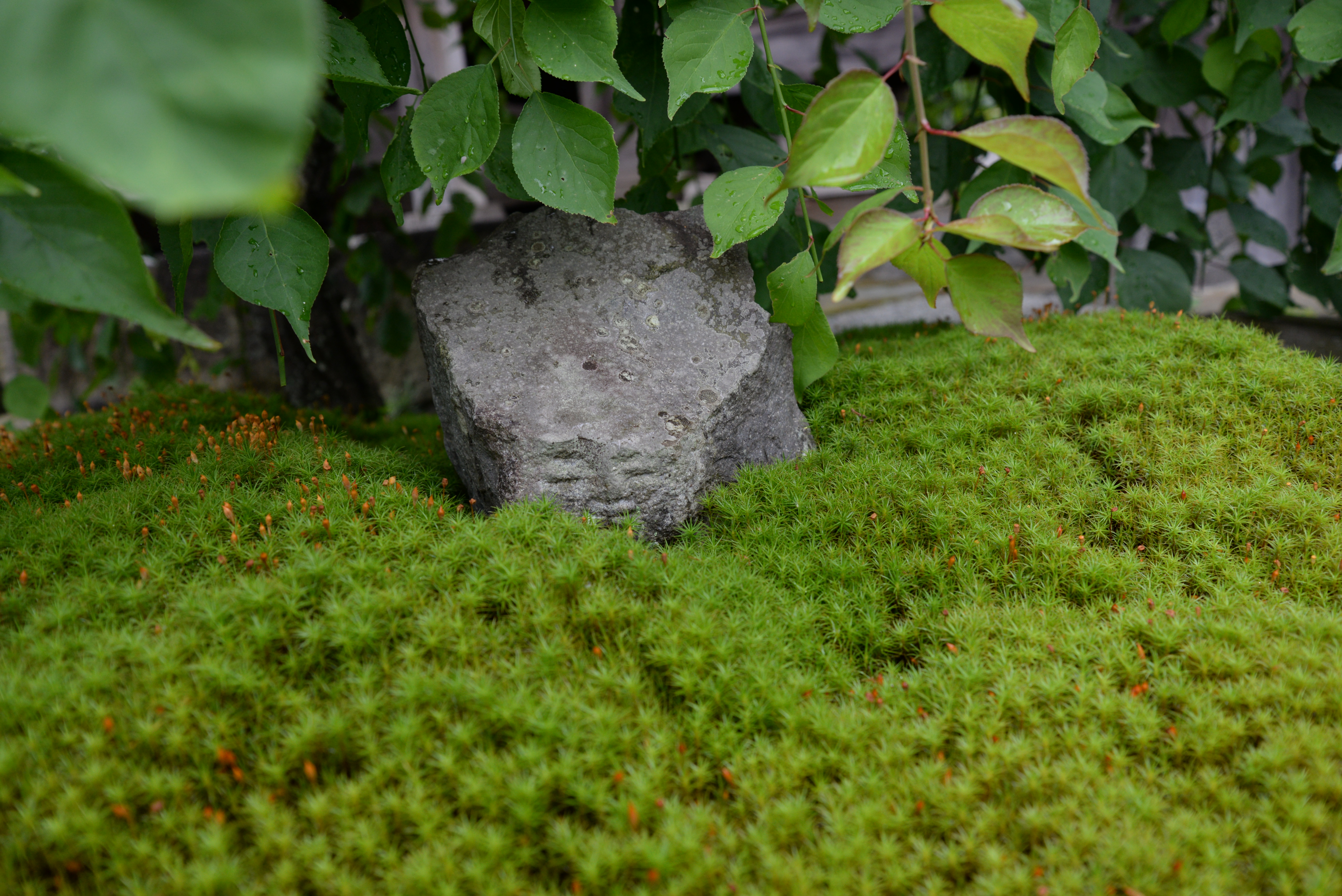
わらべ地蔵

嘴と羽があり剣を持ち白虎に乗った姿。火事・盗難を防ぐために境内の鬼門に鎮守。1735年2月28日に10世和尚が勧請したとの伝えがある。総高123cm。寄木造。

### 馬頭観音像
3面8臂、正面は三つ目、左右の面は二つ目、経巻をくわえた狐にまたがる。頭上には獣頭を載せ、炎髪をつくる。儀軌（経典などに示された仏像の形）にはない珍しい容姿だが、寺には馬頭観音として伝わる。

### 韋駄天像
造立年代は江戸末期〜明治時代。24.3cmのも木造仏像。金剛寺の客殿で祀れれている仏像。

### わらべ地蔵像
静岡県藤枝市の石彫刻家、杉村孝氏作の石の仏像。

### その他の仏像
その他にも、不動明王、大日如来、大森氏頼のシャム仏が祀られている。

## 庭園

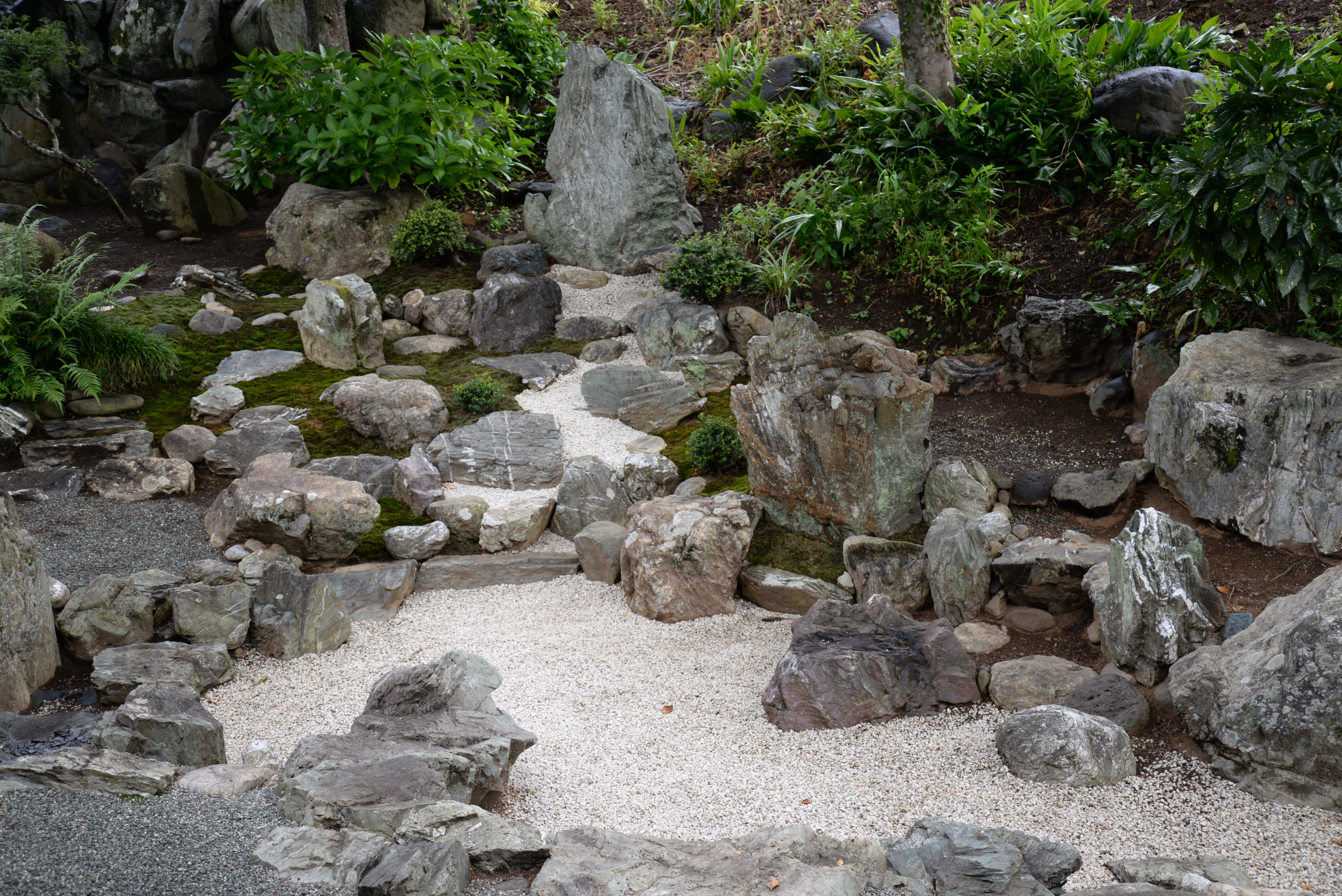
枯山水

### 枯山水
17世桃源和尚が作った枯池式枯山水、「桃源の庭」と呼ばれる。
「坐禅石」、「三尊石」、「龍門瀑」、「鶴石」、「亀石」がある。

### 牡丹園

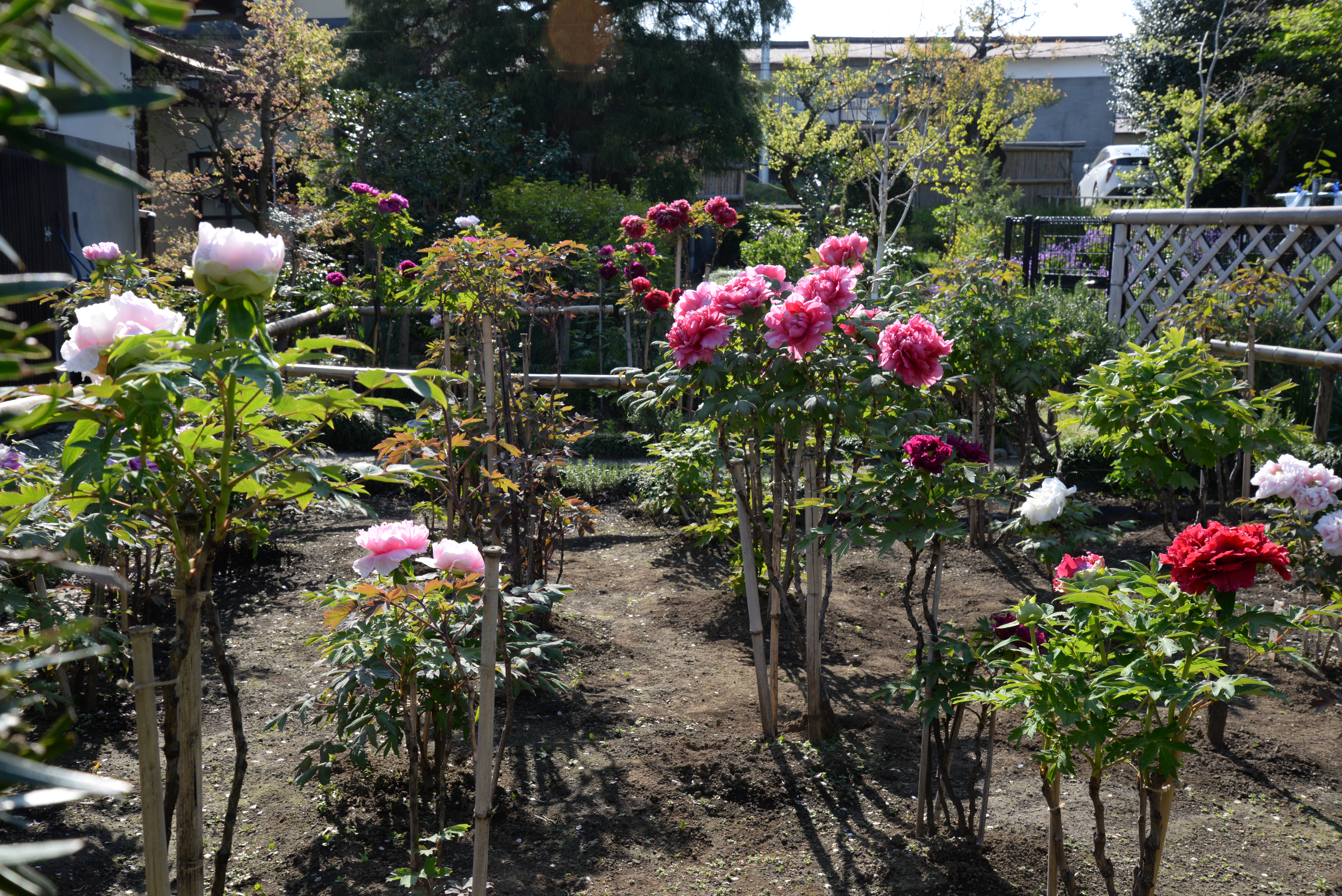
南足柄市金剛寺牡丹園

17世桃源和尚が百株の牡丹を目標に始めたのがきっかけ。2023年現在は76株約50種の牡丹が植えられている。中国牡丹やアメリカの牡丹もある。4月のみ開園。
牡丹種類：　金閣、白神、赤銅の輝、新日月、ゴーギャン、隣鳳　など

## 境内
境内には4つのお堂がある：本堂、水子地蔵堂、秋葉山鎮守堂、観音堂。

## 歴代和尚
※出典
- 開山 季高法雲 1411年9月9日示寂
- 2世 鉄外法心 1452年2月2日示寂
- 3世 流長法源 1501年3月29日示寂
- 4世 一源法况 1555年4月4日示寂
- 5世 月岑法琢 1615年2月28日示寂
- 6世 南溪法頓 1685年2月2日示寂
- 7世 照岩法徹 1714年9月19日示寂
- 8世 交外法恭 1743年6月10日示寂
- 9世 鉄山法鈍 1754年2月9日示寂

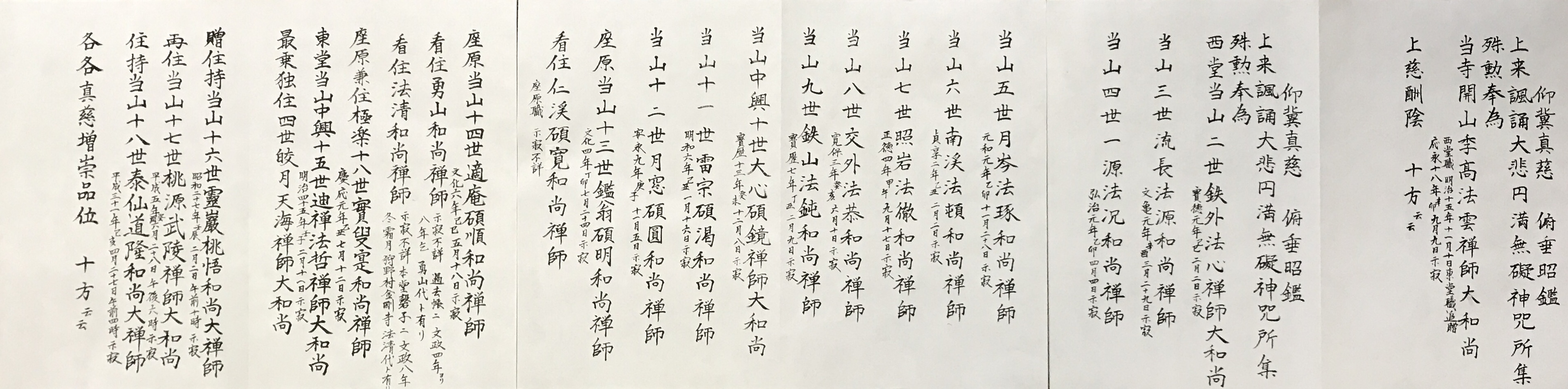
歴代和尚

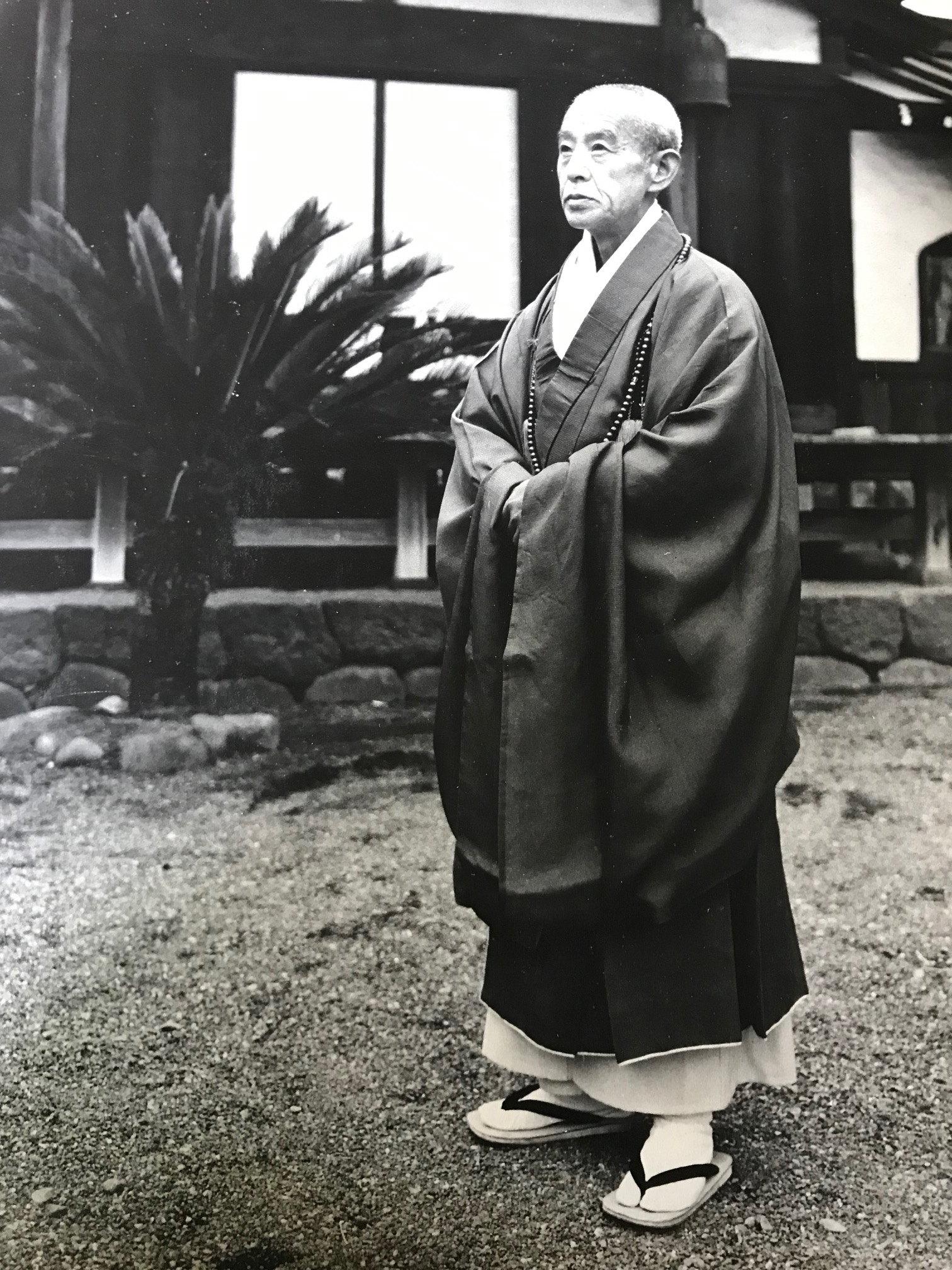
第17世 桃源武陵禅師

- 10世 大心碩鏡 1760年12月8日示寂
- 11世 雷宗碩渇 1769年1月16日示寂
- 12世 月窓碩圓 1780年11月5日示寂
- 13世 鑑翁碩明 1807年7月24日示寂
- 14世 適庵碩順 1809年5月18日示寂
- 15世 迪禅法哲 1912年2月11日示寂

以下16代より世襲
- 16世 靈巖桃悟 1952年2月2日示寂
- 17世 桃源武陵 1993年6月28日示寂
- 18世 泰仙道隆 2019年4月27日示寂
- 19世 行雲壱穂 現住